# Lihou
Lihou ist mit knapp 16 Hektar die kleinste zumindest zeitweise bewohnte Kanalinsel und liegt etwa 500 Meter westlich von Guernsey und gehört zur Parish Saint Pierre du Boi. Die Gezeiteninsel (englisch Tidal Island) ist bei Ebbe über einen befestigten Damm vom Fort Saumarez aus zu erreichen. Wegen der starken Gezeitenunterschiede ist die Größe der maximal etwa 400 × 300 Meter messenden Insel nur schwer zu bestimmen, da bei Ebbe weite Teile der Küste trocken liegen.
Eine erste überlieferte Besiedlung fand im 12. Jahrhundert durch Benediktinermönche statt. Von ihrem Kloster sind nur noch Ruinen vorhanden. Die Priorei „Our Lady of Lihou“ ist in einer Bulle des einzigen englischen Papstes, Hadrian IV., von 1155 als eine der Besitzungen des Klosters Mont St. Michel erwähnt. In dem Roman Green Dolphin Country von Elizabeth Goudge taucht sie als „Marie Tape-Tour“ auf. Hier trug sich im Jahre 1302 oder 1304 der Mord an einem Mönch zu, an dessen unrühmliches Nachspiel das „Bailiff's Cross“ zwischen Saint Peter Port und Saint Andrew erinnert.
Das einzige Gehöft wurde im 19. Jahrhundert als Textilfabrik erbaut und diente während der Besetzung durch das nationalsozialistische Deutschland als Ziel für Schießübungen der Geschütze. 1984 erwarb der Schriftsteller Robin Borwick Lihou. Nach dem Ankauf der Insel durch die Regierung von Guernsey wird Lihou seit 1995 als Schule und Unterkunft für Schulklassen und Gruppen genutzt, die so das Eiland mit seiner interessanten Flora und Fauna im Naturschutzgebiet besuchen können.